# Ambrose Reeves

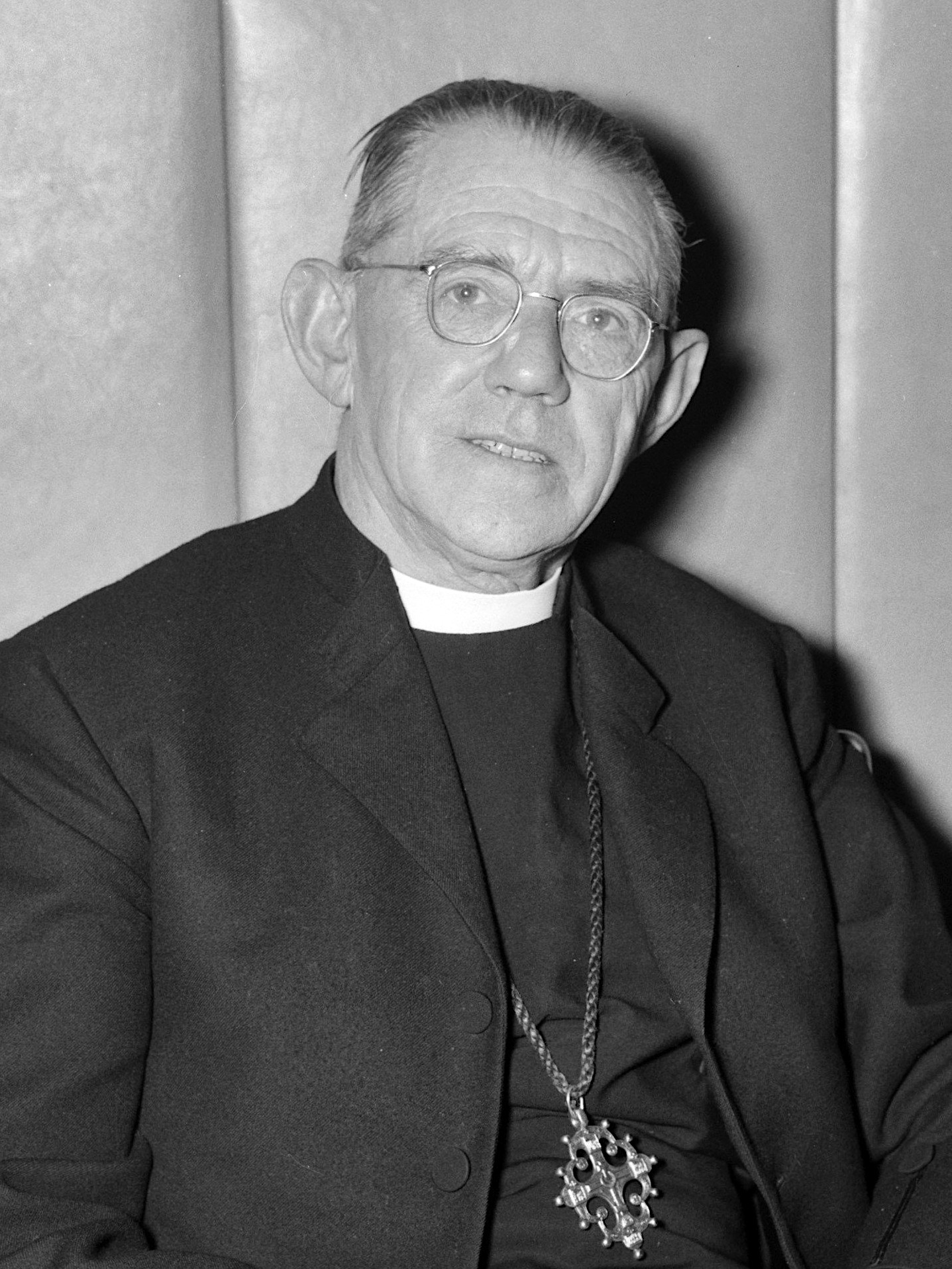
Ambrose Reeves (1961)

Richard Ambrose Reeves (* 6. Dezember 1899 in Norwich, England; † 23. Dezember 1980 in Shoreham-by-Sea, West Sussex) war ein britischer anglikanischer Geistlicher, Kirchenrechtler und Bischof der Diözese Johannesburg in der Church of the Province of Southern Africa. Sein unerschrockenes Engagement für Gleichheit und Gerechtigkeit im Amt als Bischof machte ihn zu einem führenden Antiapartheidsaktivisten mit internationalem Wirkungskreis.

## Leben

### Jugend, Ausbildung und erste Tätigkeiten
Ambrose Reeves kam als Kind von Richard Reeves und Clarissa Lydamore zur Welt. In seinen Jugendjahren besuchte er die Yarmouth Grammar School und in Cambridge das Sidney Sussex College an der University of Cambridge. An dieser Universität erhielt er 1924 einen Bachelor im Bereich der Geschichts- und Sozialwissenschaften. Erst im Jahr 1943 erwarb Reeves als zweiten akademischen Grad den Master an diesem College.
Zwischen 1924 und 1926 unternahm Reeves am englischen College of the Resurrection in Mirfield und am New Yorker Priesterseminar General Theological Seminary theologische Studien, die ihm nach deren Abschluss zum Priesteramt befähigten. Seine ersten beruflichen Schritte auf diesem Gebiet begannen 1926 als Diakon und ein Jahr später schon als Priester in der Diözese London. Im Jahre 1931 wirkte er als Rector in der schottische Kirchgemeinde St Margaret in Leven.
Zwischen 1935 und 1937 beauftragte ihn die Diözese London mit Aufgaben in Nord- und Mitteleuropa. Ferner erteilte man ihm ein Lizenziat, um als Offizial in der anglikanischen Diözese Gibraltar tätig zu sein. Während dieser Zeit war er zugleich als Sekretär bei der in Genf ansässigen World Student Christian Federation beschäftigt. Im Jahre 1937 kehrte Reeves in den anglikanischen Gemeindedienst zurück. Zuerst wirkte er als Vikar in der Gemeinde St James von  Haydock im Metropolitan Borough of St Helens und von 1942 bis 1949 als Pfarrer der Kirchgemeinde St Nicholas von Liverpool, wo er ab 1944 auch als Kanoniker in der Liverpool Cathedral diente. Im Jahr 1945 erfolgte eine Berufung mit konsultativen Status an die Convocation of the English Clergy, einem synodalen Gremium.

### Bischof in Johannesburg
Am 12. Juni 1949 empfing Reeves in der St George’s Cathedral im südafrikanischen Kapstadt die Bischofsweihe, um danach die Diözese Johannesburg zu leiten. Seine wichtigsten Aufgaben bestanden zuerst darin, die anglikanischen Gemeinden am Witwatersrand zu aktivieren und die kirchliche Arbeit auf dem Campus der Witwatersrand-Universität zu verstärken, vor allem ohne Unterscheidung nach der ethnischen Herkunft aller Beteiligten. Neue Gemeinden zu gründen und die Ausbildung von „schwarzen“ Gläubigen zu Priestern standen dabei im Zentrum seiner Bemühungen. Die im Apartheidsstaat politisch kontrovers behandelten und offiziell von rassistischen Gesichtspunkten geprägten Prämissen der Bildung für Schwarze und andere nichteuropäischstämmige Gruppen führte ihn demzufolge zwangsläufig in eine Konfliktlage mit der damaligen Regierungspolitik. Gemeinsam mit Trevor Huddleston ließ er nach dem Inkrafttreten des Bantu Education Act im Jahre 1953 Missionsschulen schließen, um sie nicht der mit diesem Gesetz eintretenden staatlichen Kontrolle aussetzen zu müssen.
Reeves trat durch seine Kritik an der offiziellen Regierungspolitik in eine anhaltende Kontraposition, die sich bei ihm bereits früh am Beispiel der 1951 beschlossenen Rücknahme des Wahlrechtes für die Coloureds in der Kapprovinz auf der Grundlage des Separate Representation of Voters Act abzeichnete. Seine diesbezügliche Haltung verschärfte sich anlässlich der 1955 beginnenden Zwangsumsiedlung der Bewohner von Sophiatown in das Township Meadowlands weiter. Diesen Prozess bezeichnete er nach einer SPIEGEL-Berichterstattung als „eines der flagrantesten Beispiele von Ungerechtigkeit in der jüngsten Zeit“.
Reeves Bemühungen für die Perspektiven einer südafrikanischen Gesellschaft ohne Diskriminierung sind vielfältig, von ungewöhnlichen organisatorischen Fähigkeiten und juristischer Sachkenntnis geprägt. Nach dem Congress of People 1955 in Kliptown war er führend in der Congress Alliance aktiv, indem er sich gegen die inländischen Passvorschriften (Pass laws) und einschränkenden Arbeitsmigrationsregelungen wandte. Zur Unterstützung der Angeklagten im Treason Trial übernahm Reeves die Aufgabe, einen Verteidigungs- und Hilfsfonds zu schaffen, der zur Finanzierung anfallender Prozesskosten benötigt wurde. Unter seiner maßgeblichen Beteiligung bildete sich der British Defence and Aid Fund Southern Africa (BDAF), der später als International Defence and Aid Fund for Southern Africa weltweite Bekanntheit erlangte. Ferner war er der Vorsitzende eines Komitees für zivile Rechte und organisierte 1959 eine Bischofskonferenz zur Koordinierung von Aktivitäten regierungskritischer Bewegungen.
Im Zusammenhang mit den über einen langen Zeitraum der Geschichte Südafrikas als ungerecht empfundenen und wiederholt kritisierten Passgesetze (Pass laws) kam es 1959/1960 zu einer landesweiten Zuspitzung der Lage. Reeves hatte im Februar 1960 hierzu ein ablehnendes Positionspapier gemeinsam mit einem Konsultativkomitee von Vertretern aus 14 Organisationen erarbeitet. Dessen Text wurde breit verteilt. Am 22. Februar veranstalteten ANC-Mitglieder mit Vertretern aus diesem Konsultativkomitee eine Schweigedemonstration auf der Eingangstreppe der Johannesburger City Hall. Eine Delegation aus diesem Kreis übergab dem Stadtrat ein Memorandum. Mit diesem Papier wurden die Repräsentanten Johannesburgs gebeten, die Regierung des Landes über den tyrannischen Charakter des bisherigen Arbeits-Kontrollsystems (influx control system) auf der Basis der allgemein kritisierten Personaldokumente zu informieren und sie aufzufordern, es abzuschaffen. Ferner sollten nach diesem Papier die Praxis der obligatorischen Arbeitsagenturen mit Zwangszuweisungen von Arbeitsplätzen für Schwarze durch fakultativ instruierte Arbeitsvermittlungsbüros ersetzt werden. Am selben Tag wurde in einer Sitzung des Johannesburgers Stadtrats das Pass-Law-System debattiert.
Nach dem Sharpeville-Massaker ging er zusammen mit Juristen mehreren Indizien nach, die das Vorgehen der Polizei im Verlauf dieser Demonstrationen belegen sollten, um damit einen Prozess gegen den damaligen Justizminister beginnen zu können. Er warf der Polizei vor, dass sie zahlreichen Personen in den Rücken geschossen und bei ihrem Einsatz Dum-Dum-Munition verwendet habe. Der Repressionsapparat des Apartheidregimes wandte sich demzufolge gegen ihn. Aus Sorge um eine mögliche Verhaftung und wegen drohender Zerstörung seiner Handlungsmöglichkeiten floh Reeves aus Südafrika über Swasiland nach England.
Am 10. September 1960 kehrte Ambrose Reeves mit einer Delegation der anglikanischen Kirche nach Südafrika zurück, um an den Cottesloe-Beratungen des Weltkirchenrates teilzunehmen, die sich mit der Gleichbehandlung aller Südafrikaner befassten. Der kurz zuvor in Südafrika bestehende Ausnahmezustand war bereits aufgehoben. Reeves wurde jedoch zwei Tage nach seiner Ankunft auf Anordnung der südafrikanischen Regierung nach Proclamation No. 90 vom 30. März 1960 zur Ausrufung des Ausnahmezustandes gemäß dem Public Safety Act (Act No. 3 / 1953) verhaftet und in einem Flugzeug nach London abgeschoben. Gegen diese Deportation erhoben der Kapstädter Erzbischof Joost de Blank und einige Institutionen öffentlichen Widerspruch. Es kam ferner zu internationalen Reaktionen. Das South African Institute of Race Relations in Johannesburg, dessen Vizepräsident er war, kritisierte seine Ausweisung. Im März 1961 verzichtete er aus dem englischen Exil auf sein Amt als Bischof von Johannesburg.
Im Oktober 1963 berichtete Reeves vor der UN-Generalversammlung über die Auswirkungen des südafrikanischen Apartheidsystems.

### Wirken in England
Nach seiner Ausweisung aus Südafrika diente Reeves von 1962 bis 1966 als Assistenz-Bischof (assistant bishop, Weihbischof) von London und ab 1966 in gleicher Funktion an der Diözese Chichester in West Sussex. Zur selben Zeit war er mit einem Priesteramt betraut. Reeves wirkte zwischen 1968 und 1974 als Rector des Kirchspiels von St Michael in Lewes. Im Ruhestand zog er sich nach Shoreham-by-Sea zurück und verstarb dort am 23. Dezember 1980.
Nach dem Ableben von Ambrose Reeves übernahm Trevor Huddleston im April 1981 den Vorsitz des britischen Anti-Apartheid Movement (Boycott Movement), den er bis 1994 innehatte.

## Ehrungen
- 1960 Fellow vom Sidney Sussex College
- 1980 Isitwalandwe-Auszeichnung des ANC durch Govan Mbeki verliehen[15]
- 1980 oder 1981 Umbenennung des South Africa Racial Amity Trust in Bishop Ambrose Reeves Trust (BART) nach dessen Tod[16].

## Schriften (Auswahl)
- Justice in South Africa. Africa Bureau, London 1955
- Shooting at Sharpeville: the agony of South Africa. Gollancz, London 1960
- South Africa, yesterday and tomorrow: a challenge to Christians. Gollancz, London 1962
- The Sharpeville Incident and its international significance. Vereinte Nationen, New York 1968